# Крискевич, Мария Витальевна
Мария Витальевна Криске́вич  (род. 21 января 1998, Санкт-Петербург) — российская шашистка.   Мастер IDF и Мастер спорта по русским шашкам (2015). Неоднократный победитель и призёр чемпионата и Кубка России, первенств мира и Европы.

## Биография
Родилась в 1998 году в Санкт-Петербурге в семье Виталия Крискевича и Татьяны Симакиной. С детства занималась шашками. Выигрывала российские и международные турниры на юношеском уровне. Её первый личный значительный успех на взрослых соревнованиях — золотая медаль питерского этапа Кубка мира по шашкам в бразильском блице в июле 2017 года. Мария взяла верх во всех матчах, также заняв общее 16-е место из 85 в сводном рейтинге с мужчинами
Тренеры — ЗМС Владимир Лангин и Антонина Лангина.  Образование — Университет  имени Лесгафта (факультет единоборств и неолимпийских видов спорта). Член национальной сборной страны.

«Шашки для меня не только хобби, но и будущая профессия. Я учусь на тренера по шашкам и собираюсь работать именно в этом качестве. Мне нравится играть и учить маленьких детей. У меня большая семья, я провожу много времени с детьми – кажется, неплохо получается…»— 